# Harden My Heart
Harden My Heart ist ein Lied von Quarterflash aus dem Jahr 1981, das von Marv Ross geschrieben und von John Boylan produziert wurde. Es erschien auf dem Debütalbum der Band Quarterflash.

## Geschichte
Bevor das Lied veröffentlicht wurde, nahm die Band eine Demoversion des Liedes auf, die eine spärliche Instrumentierung und dramatischere Gesangsparts aufwies, auf. Nachdem die Demoversion bei den regionalen Radiosendern in Portland/Oregon (USA) vorgespielt wurde und ziemlich gut ankam, nahm man die Power-Popballade Ende 1980 für das Debütalbum auf. Die Veröffentlichung war am 1. Oktober 1981. Für den Verkauf von über einer Million Exemplaren der Single und den Erfolg in den Billboard Hot 100 wurde der Song mit der Goldenen Schallplatte ausgezeichnet.
In der ersten Episode von Knight Rider hörte man das Lied zweimal, ebenso konnte man Harden My Heart im Radiosender 98.3 in Grand Theft Auto: Vice City Stories hören. Auch im Film Wet Hot American Summer sowie in der Episode Der Überläufer von The Americans fand das Lied seine Verwendung.

## Musikvideo
Im Video sind eine Theateraufführung, eine Büroausstattung und eine in einem dunklen Korridor von der Decke herabschwingende Glühlampe zu sehen.

## Coverversionen
- 1982: Fausto Papetti
- 1982: Marie Laforêt (Que j'bétonne mon cœur)
- 1990: Domain
- 1996: Time Out
- 2012: Mary J. Blige feat. Julianne Hough